# 赫氏裸胸鱔
赫氏裸胸鱔，又稱赫氏裸胸鯙，為輻鰭魚綱鰻鱺目鯙亞目鯙科的其中一種，分布於西大西洋區，包括美國佛羅里達州東部、巴哈馬群島及古巴等海域，棲息深度60-180公尺，體長可達30公分，為底棲性魚類，屬肉食性，生活習性不明。

## 擴展閱讀
維基物種上的相關：赫氏裸胸鱔